# Wampi
De wampi (Clausena lansium) is een plant uit de wijnruitfamilie (Rutaceae).
Het is een tot 7 m hoge, groenblijvende boom met een grijsbruine schors en met lange, schuinopwaarts staande, flexibele takken. De afwisselend geplaatste bladeren zijn donkergroen, 10-30 cm lang, samengesteld en geveerd. De vijf tot vijftien afwisselend geplaatste deelblaadjes zijn ovaal tot lancetvormig, 7-10 cm lang, gegolfd en gezaagd. De wittige of gelig groene, vier- of vijfdelige, circa 1,25 cm brede, geurende bloemen groeien in vertakte, 10-50 cm lange pluimen.
De vruchten groeien in vertakte trossen, zijn circa 2,5 cm groot, bolvormig tot langwerpig-kegelvormig en hebben een gele of geelbruine, doorschijnende, harsige schil, die niet eetbaar is. Het vruchtvlees is verdeeld in vijf compartimenten. Het is gelig-wit of kleurloos, gelei-achtig, sappig en fris zoet tot zuur van smaak, gelijkend op druiven of kruisbessen. De vrucht bevat één tot vijf, langwerpige, 1,25-1,6 cm lange, heldergroene zaden. De wampi kan als handfruit worden gegeten en verwerkt in marmelades en frisdranken.
De soort komt van nature voor in China en Zuidoost-Azië, waar hij voorkomt in vochtige bossen in het laagland. De vruchten worden tevens geteeld in Queensland (Australië) en in Florida en Hawaï (Verenigde Staten).